# هالک شگفت‌انگیز (فیلم)
هالک شگفت‌انگیز (به انگلیسی: The Incredible Hulk) فیلمی ابرقهرمانی در ژانر اکشن، حادثه ای و علمی _ تخیلی به کارگردانی لویی لتریر محصول سال ۲۰۰۸ است. این فیلم بر پایهٔ شخصیت هالک در کمیک‌های شرکت مارول کامیکس ساخته شده و دومین فیلم در دنیای سینمایی مارول می‌باشد. فیلم‌نامهٔ این فیلم را زک پن نگاشته‌است. ادوارد نورتون، لیو تایلر، تیم راث، تیم بلیک نلسون، تای بورل و ویلیام هرت بازیگران این فیلم هستند. همچنین رابرت داونی جونیور در آخر این فیلم حضور دارد…

## داستان
دکتر بروس بنر که تحت تأثیر پرتو گاما در پروژه‌ای برای تولید ابرانسان به هالک تبدیل شد، حدود ۵ سال تحت تعقیب است و در ۵ ماه اخیر توانسته‌است خود را کنترل کند. بروس برای درمان خود با دانشمندی به اسم مستعار دکتر آبی در ارتباط است تا اینکه در اثر یه اشتباه شناسایی می‌شود و ژنرال تاندربولت راس هم هنگامیکه از محل او اطلاع پیدا می‌کند یک تیم از بهترین جنگجویان خود را به برزیل می‌فرستد. آن‌ها بنر را تعقیب می‌کنند و در یک کارخانه او را گیر می‌اندازند ولی بروس خشمگین شده و به هالک تبدیل می‌شود و بسیاری از آن سربازان را می‌کشد و فرار می‌کند. امیل بولانسکی که یکی از سربازانی است که زنده مانده‌است از ژنرال می‌خواهد تا موضوع را شرح دهد و وقتی از ماده گاما اطلاع پیدا می‌کند از ژنرال می‌خواهد تا آن ماده را به او تزریق کند. بروس به پیش نامزد سابقش یعنی بتی برانت(دختر راس) رفته و از او درخواست کمک می‌کند. اما باز هم طی اتفاقاتی بروس شناسایی شده و این دفعه در محیط باز و عمومی، به هالک تبدیل می‌شود. پس از نبردی بین هالک و ارتش، هالک پیروز جنگ شده و همراه بتی که در طی انفجار یک هلی‌کوپتر بیهوش شده، از آنجا می‌گریزد. پس از به‌هوش آمدن بتی در دهانه یک غار و تبدیل شدن هالک به یک انسان معمولی، این دو به سمت یک متل کوچک رفته و موقتاً در آنجا اقامت می‌کنند. پس از ارسال یک پیام از طرف بنر به آقای آبی، دکتر آبی شناسایی و بروس و بتی هم به سمت هارلم در نیویورک می‌روند. در پایان و با کمک دکتر، بروس موقتاً درمان شده و سلول‌هایش قدرتشان را از دست می‌دهند. اما در همین مدت ارتش وارد ساختمان و بروس و بتی را دستگیر کرده و با خود می‌برد. بلانسکی مأموری را که همراه با خود بود به قتل رسانده و سپس، از دکتر می‌خواهد که خون بروس بنر را به او تزریق کند. بلانسکی بعد از تزریق به موجودی شبیه هالک تبدیل می‌شود و از قدرتش در جهت نابودی همه چیزی بهره می‌گیرد. بنر در بند از ژنرال میخواهد به او اجازه دهد خودش با تبدیل شدن به هالک جلوی بلانسکی را بگیرد. درمان موقتی بنر تاثیرش را از دست می‌دهد و بنر تبدیل به هالک می‌شود و در نبردی سنگین بلانسکی را شکست میدهد و از مهلکه فرار میکند و به استان بریتیش کلمبیا در کانادا می‌رود، جایی که به نظر میرسد در آنجا توانسته قدرت هیولای درونش را بلخره در دست بگیرد و کنترل کند. در صحنه پایانی فیلم، تونی استارک به دیدار ژنرال می‌رود و به او اطلاع می‌دهد که در حال تشکیل یک تیم هستند که همان انتقامجویان است. 

## بازیگران
- ادوارد نورتون در نقش بروس بنر / هالک
- لیو تایلر در نقش بتی راس
- تیم راث در نقش امیل بلونسکی / بیزاری
- تیم بلیک نلسون در نقش ساموئل استرنز / لیدر
- ویلیام هرت در نقش ژنرال تادئوس «تاندربولت» راس
- تای بورل در نقش لئونارد سمپسون
- رابرت داونی جونیور در نقش مرد آهنی / تونی استارک